# Leporinus bimaculatus
Leporinus bimaculatus är en fiskart som beskrevs av Castelnau, 1855. Leporinus bimaculatus ingår i släktet Leporinus och familjen Anostomidae. Inga underarter finns listade i Catalogue of Life.